# Rimski tempelj
Starodavni rimski templji so bili med najpomembnejšimi zgradbami v rimski kulturi in nekatere izmed najbogatejših stavb v rimski arhitekturi, čeprav so le redke ohranjene v popolnosti. Danes ostajajo »najbolj očiten simbol rimske arhitekture« .  Njihova gradnja in vzdrževanje sta bila pomemben del starodavne rimske religije, vsa pomembna mesta pa so imela vsaj en glavni tempelj in manjše svetišče. V glavnem prostoru (cela) je bila kultna podoba božanstva, ki mu je bil posvečen tempelj, pogosto pa tudi majhen oltar za kadila ali libacijo. Za celo je bila soba ali sobe, ki so jih uporabljali skrbniki templjev za shranjevanje opreme in daril. Navadni častilec je redko vstopil v celo, večina javnih ceremonij je bila izvedena zunaj, na portiku, z množico, zbrano pred templjem.
Najpogostejša arhitekturna zasnova je bil pravokotni tempelj, postavljen na visoko stopnišče, z jasnim pročeljem s portikom na vrhu stopnic in trikotnim pedimentom nad stebri. Stranice in zadnji del stavbe so imeli veliko manj arhitekturnega poudarka in običajno brez vhodov. Obstajali so tudi krožni tlorisi, običajno s stebri okrog. Zunaj Italije je bilo veliko kompromisov s tradicionalnimi lokalnimi slogi. Rimska oblika templja se je najprej razvila iz etruščanskih templjev, na katere so vplivali Grki, kasneje pa so močno vplivali tudi grški templji
Javni verski obredi uradne rimske religije so potekali na prostem in ne znotraj templja. Nekateri obredi so bili procesije, ki so se začele, obiskale ali končale s templjem ali svetiščem, kjer bi lahko obredni predmet shranili in prinesli na procesijo ali kjer bi se deponirali darovi. Žrtve, predvsem živali, bi žrtvovali na prostem v templumu; pogosto na eni od ozkih podaljškov stopnic ob strani. Zlasti v času cesarstva so eksotični tuji kulti pridobili sledilce v Rimu in so bili del lokalne vere v večjem delu razširjenega imperija. Ti so pogosto imeli zelo različne obrede, nekateri so raje imeli podzemna bogoslužja, medtem ko so drugi, kot so zgodnji kristjani, častili v hišah.
Nekateri ostanki številnih rimskih templjev so preživeli, predvsem v samem Rimu, vendar je bilo večina popolnih primerov spremenjenih v krščanske cerkve (in včasih tudi v mošeje), običajno precej časa po začetni zmagi krščanstva pod Konstantinom. Padec rimske religije je bil sorazmerno počasen in templji niso bili prisvojeni s strani vlade, dokler ni bil ukaz cesarja Honorija leta 415. Santi Cosma e Damiano v Rimskem forumu, prvotno Romulov tempelj, je bil posvečen kot cerkev sv. Kozme in Damijana leta 527. Najbolj znan je Panteon, ki pa je zelo netipičen, saj je zelo velik krožni tempelj s čudovito betonsko kupolo, za običajnim portikom spredaj. 

## Pojmi
Beseda 'tempelj' izvira iz latinskega templum, ki prvotno ni bila zgradba, temveč sveti prostor, ki je bil označen in prostor zamejen. Rimski arhitekt Vitruvij vedno uporablja besedo templum, ki se nanaša na sveto območje, ne pa na stavbo. Pogostejše latinske besede za tempelj ali svetišče so bile sacellum (majhno svetišče ali kapela), aedes (bivališče boga), delubrum (oblika aede) in fanum (posvečena zemlja). V tem članku se beseda 'tempelj' nanaša na stavbo, latinsko templum pa na sveto območje.

## Arhitektura
Oblika rimskega templja je bila večinoma izpeljana iz etruščanskega modela, v pozni Republiki pa je prišlo do prehoda na grški klasični in helenistični slog, brez večjih sprememb ključnih značilnosti oblike. Etruščani so bili prebivalci severne Italije, katerih civilizacija je bila na vrhuncu v 7. stoletju pred našim štetjem. Etruščani so že bili pod vplivom zgodnje starogrške arhitekture, zato so bili rimski templji posebni, vendar z etruščanskimi in grškimi značilnostmi.  Ohranjeni templji (grški in rimski) nimajo obsežne poslikane plastike, ki je krasila strešne obrobe, in izdelanih oblog in antefiksov v pisanih terakotah v zgodnejših primerih, ki so oživili entablaturo.
Etruščanski in rimski templji so poudarjali sprednjo stran stavbe, ki je sledila modelom grškega templja. Značilno so ga sestavljali široko stopnišče, ki je vodilo do portika s stebri, pronaos in po navadi trikotni pediment zgoraj, ki je bil napolnjen s kipi v največ primerih; ti so bili pogosteje v terakoti kot v kamnu in noben primer ni ohranjen, razen kot delci. Še posebej v zgodnejših obdobjih bi lahko na streho postavili še kakšne kipe, ogredje, okrašeno z antefiksi in drugimi elementi, vse to pa je bilo jasno poslikano. Vendar pa za razliko od grških templjev, ki so na splošno obravnavali vse strani templja, ki bi jih lahko videli in se jim približali z vseh strani, so bile stranske in zadnje stene rimskih templjev večinoma brez okrasja (kot v Panteon v Rimu in Vicu), nedostopni po stopnicah (kot v Maison Carrée in Vicu) in celo pritrjeni na druge zgradbe. Kot v Maison Carrée, so lahko stebri ob strani polstebri, ki izhajajo iz stene. 
Ploščad na kateri je bil tempelj, je bila običajno višja v etruščanskih in rimskih primerih, kot grških, z do desetimi, dvanajstimi ali več stopnicami, namesto s tremi značilnimi za grške templje; Klavdijev tempelj v Rimu je bil dvignjen na dvajset stopnic. Te stopnice so bile običajno le spredaj in celo ne celotni širini. Mogoče ali pa morda ne bo mogoče hoditi okoli zunanjosti templja (Hadrijanov tempelj v Rimu) ali zunaj kolonade ali vsaj ob straneh. Opis tu uporabljenih grških modelov je posploševanje klasičnih grških idealov, kasneje pa jih helenistične zgradbe pogosto ne odražajo. Na primer, Dionizov tempelj na terasi pri gledališču v Pergamonu (2. stoletje pred našim štetjem, na pobočju), je imel veliko stopnic spredaj in nobenega stebra izven portika. Partenon, ki se je prav tako dvigal na hribu, je imel verjetno veliko širokih stopnic ob vstopu na glavno fasado, sledilo pa mu je ravno območje pred zadnjimi stopnicami. 
Po opustitvi etruščanskih modelov so grški klasični slogi v vseh njihovih podrobnostih natančno sledili na fasadah rimskih templjev, tako kot v drugih prestižnih zgradbah, z neposrednim prevzemom grških modelov, ki so se začeli okoli 200 pr. n. št. Vendar so se ohranile posebne razlike v splošni ureditvi templjev med etruščansko-rimskim slogom in grškimi. Idealizirana razmerja med različnimi elementi v slogih, ki jih je ohranil edini pomembni rimski pisatelj Vitruvij in kasnejši italijanski renesančni pisci, ne odražajo dejanske rimske prakse, ki je bila lahko zelo spremenljiva, čeprav je vedno usmerjena v ravnovesje in harmonijo. Po helenističnem trendu sta bila korintski slog in njegova različica kompozitni slog najpogostejša pri ohranjenih rimskih templjih, za majhne templje, kot je v Alcántari, se je lahko uporabil preprost toskanski slog. Vitruvij ne priznava kompozitnih ali toskanskih slogov v svojih spisih, ki so jih renesančni pisci formalizirali z opazovanjem ohranjenih stavb. 
Sprednji del templja je po navadi nosil napis z navedbo, kdo ga je zgradil, vrezan v kamen z odsekom "V". Ta je bil napolnjen s svetlečo barvo, po navadi škrlatno ali rdečo. V velikih cesarskih spomenikih so bile črke odlite v svincu in so jih držale kljukice, nato pa tudi pobarvane ali pozlačene. Te so običajno izginile, vendar jih lahko arheologi lahko rekonstruirajo iz lukenj, nekatere pa so bile ponovno ustvarjene in postavljene na svoje mesto.
Obstajajo precejšnje lokalne razlike v slogu, saj so rimski arhitekti pogosto poskušali vključiti elemente, ki jih je pričakovalo prebivalstvo v svoji sakralni arhitekturi. To še posebej velja za Egipt in Bližnji vzhod, kjer so bile različne tradicije velikih kamnitih templjev že tisočletja stare. Romano-keltski tempelj je bil preprostega sloga, običajno z malo uporabe kamna, za majhne templje najdene v zahodnem imperiju in daleč najpogostejši tip v Rimski Britaniji, kjer so bili običajno kvadratni, z ambulatorijem. Pogosto ni imel nobene klasične značilnosti in precejšnjo kontinuiteto s predrimskimi templji keltske religije. 

## Krožni tloris
Rimsko-keltski templji so bili pogosto okrogli. Rimljani so gradili krožne templje različnih vrst. Grški modeli so bili na voljo kot tolos svetišča in nekatere druge zgradbe, kot dvorane in različne druge funkcije. Templji boginje Veste, ki so bili običajno majhni, so imeli to obliko, kot v Rimu in Tivoliju, ki so delno ohranjeni. Tako kot tempelj Herkula Victorja v Rimu, ki ga je morda gradil grški arhitekt, so imeli ti neprekinjeno kolonado, ki je obkrožala stavbo in nizek podij v grškem slogu.
V Panteonu, Rimu in majhnem templju v Baalbeku (običajno imenovanem "Venerin tempelj") so sledili različni formuli, kjer so vrata za portikom, čeprav se uporabljajo zelo različni načini. V Panteonu so stebri samo v portiku, pogosto »temeljito neudobje« zunanjega portika in krožne cele pa se kritizira. V Baalbeku je širok portik z zlomljenim pedimentom obkrožen s štirimi drugimi stebri okrog stavbe, z arhitravom v zaobljenih odsekih, ki se končajo s projekcijo, ki jo podpira steber. 
V Prenestu (danes Palestrina) blizu Rima je velik romarski kompleks iz 1. stoletja pred našim štetjem vodil obiskovalce na več ravneh z velikimi stavbami na strmem pobočju, preden so dosegli svetišče, veliko manjšo okroglo stavbo. 

## Cezarej
Cezarej (caesareum) je bil tempelj, posvečen cesarskemu kultu. Cezareji so stali po vsem Rimskem imperiju in pogosto financirani s strani cesarske vlade, ki je zamenjala državno porabo za nove templje drugim bogovom in postala glavni ali edini velik tempelj v novih rimskih mestih v provincah. Tako je bilo v Évori, Vienneju in Nîmesu, ki so jih Rimljani kot coloniae iz keltskega oppiduma razširili kmalu po njihovem osvajanju. Cesarski templji, ki jih je plačevala vlada, so običajno uporabljali konvencionalne rimske sloge po vsem imperiju, ne glede na lokalne sloge v manjših templjih. V na novo načrtovanih rimskih mestih je bil tempelj običajno centralno postavljen na enem koncu foruma, pogosto obrnjen proti baziliki na drugi strani. 
V mestu Rim je bil cezarej v religioznem predelu Arvalskih bratov. Leta 1570 je bilo dokumentirano devet kipov rimskih cesarjev v arhitekturnih nišah.  Večina zgodnjih cesarjev je imela svoje zelo velike templje v Rimu. Negotovo gospodarstvo je pomenilo, da je gradnja novih cesarskih templjev večinoma prenehala po vladanju Marka Avrelija (umrl leta 180), čeprav je Romulov tempelj na Rimskem forumu zgradil in posvetil cesar Maksencij svojemu sinu Valeriju Romulu, ki je umrl v otroštvu leta 309 in je bil poveličan.
Eden od prvih in najbolj vidnih cezarejev je bil Aleksandrijski cezarej, ki je stal v pristanišču. Začela ga je Kleopatra VII. iz rodbine Ptolemajev, zadnji faraon starega Egipta, ki je počastila svojega mrtvega ljubimca Julija Cezarja, nato pa ga je Avgust spremenil v svoj kult. V 4. stoletju, potem ko je cesarstvo prišlo pod krščansko oblast, je bil spremenjen v cerkev. 

## Vpliv
Etruščansko-rimska prilagoditev modela grškega templja, da se glavni poudarek nameni sprednjemu pročelju in da se druge strani stavbe uskladijo z njim le toliko, kolikor so okoliščine in proračun dopuščajo, so na splošno sprejete v neoklasicistični arhitekturi in drugi klasični izvedbi slogov. Te tempeljske fasade s stebri in pedimentom so zelo pogoste za glavni vhod velikih zgradb, pogosto pa obdani z velikimi krili ali vrsto dvorišč. Ta prilagodljivost je omogočila uporabo rimskega templja v stavbah, ki so bile izdelane za različne namene. Kolonade ni več mogoče potiskati naprej s pronaosom verande in se ne sme dvigniti nad zemljo, vendar bistvena oblika ostaja ista. Med tisočimi primeri so Bela hiša, Buckinghamska palača in Bazilika sv. Petra, Vatikan; v zadnjih letih je tempeljska fasada postala modna na Kitajskem. 
Renesansa in kasnejši arhitekti so delali na način, kako harmonično dodajati visoke dvignjene kupole, stolpe in zvonike nad stebrišče na fasadi s kolonado, kar bi Rimljani imeli za čudno. Rimske tempeljske fasade so še vedno znana značilnost kasnejše zgodnje moderne arhitekture v zahodni tradiciji, čeprav se je zelo pogosto uporabljala za cerkve, je izgubila posebno povezanost z religijo, ki jo je imela za Rimljane . Na splošno kasnejše prilagoditve nimajo ideje izvirnika in čeprav morda obstaja skulptura, ki polni pediment v velikih primerih, je polna rimska plastika nad strešno linijo redko posnemana.
Različice na temo, večinoma italijanske, so: Bazilika sv. Andreja, Mantova, 1462, Leon Battista Alberti, ki je vzel rimski triumfalni lok s štirimi stebri in dodal nadstropje; bazilika San Giorgio Maggiore, Benetke, gradnja katere se je začela leta 1566, Andrea Palladio, ki ima dve zunanji fronti, eno nizko in široko, drugo visoko in ozko; Villa Rotunda, 1567, tudi Palladio, s štirimi enakimi fasadami na vsaki strani pravokotnika, z veliko osrednjo kupolo. V baročni arhitekturi sta bili dve tempeljski fasadi pogosto različnih oblik, postavljeni ena nad drugo in postali zelo pogosti za katoliške cerkve, pogosto z zgornjo,ki je podprta z velikimi volutami na vsaki strani. To se lahko vidi v cerkvi Il Gesù v Rimu (1584), Santa Susanna v Rimu (1597), Santi Vincenzo e Anastasio a Trevi (1646) in Val-de-Grâce, Pariz (1645). 
Arhetipski vzorec za cerkve v jurijanski arhitekturi je postavil Sveti Martin-in-the-Fields v Londonu (1720), Jamesa Gibbsa, ki je drzno dodal klasični tempeljski fasadi na zahodnem koncu velik zvonik na vrhu stolpa, nekoliko odmaknjen od glavnega pročelja. Ta formula je šokirala puriste in tujce, vendar je bila sprejeta in zelo široko prepisana doma in v kolonijah , na primer v cerkvi sv. Andreja, v Chennaiju v Indiji in kapela sv. Pavla v New Yorku (1766).
Primeri sodobnih stavb, ki se bolj zvesto držijo starodavne pravokotne oblike templja, najdemo šele od 18. stoletja naprej. Različice rimskega templja kot diskretnega bloka vključujejo La Madeleine, Pariz (1807), zdaj cerkev, ki jo je zgradil Napoleon kot tempelj de la Gloire de la Grande Armée (Tempelj slave Velike vojske), Virginia State Capitol, kot prvotno zgrajena leta 1785–88 in mestna hiša v Birminghamu (1832–34). 
Majhni rimski krožni templji s kolonadami so bili pogosto uporabljeni kot modeli, bodisi za posamezne stavbe, velike ali majhne ali za elemente, kot so kupole na bobnih, v stavbah na drugem tlorisu, kot so sv. Peter v Vatikanu, Stolnica sv. Pavla, London in stavba Kapitol, Washington D. C.. Velik izvirnik tega je Tempietto (Donato Bramante) na dvorišču San Pietro in Montorio v Rimu, c. 1502, ki je bil od takrat zelo cenjen.
Čeprav je Panteonova velika okrogla kupola s konvencionalno fasado spredaj, v rimski arhitekturi 'edinstvena', so jo večkrat kopirali sodobni arhitekti. Različice so cerkev Santa Maria Assunta, Ariccia, ki jo je izvedel Gian Lorenzo Bernini (1664), ki je sledil svojemu delu, ko je obnovil rimski original, Belle Isle House (1774) v Angliji in Rotunda (1817–26), knjižnica Thomasa Jeffersona na Univerzi Virginia. Panteon je bil največji in najbolj celovit klasični tempelj, znan v italijanski renesansi in je bil standardni vzorec, ko so ga obujali v novih stavbah. 

## Tempelj Jupitra Optimusa Maximusa
Tempelj Jupitra Optimusa Maxima na Kapitolskem griču je bil najstarejši veliki tempelj v Rimu, posvečen kapitolski triadi, sestavljeni iz Jupitra in njegovih božanstev, Junone in Minerve in je imel katedralni položaj v uradni religiji v Rimu. Trikrat je bil uničen v ognju in hitro obnovljen v sodobnih slogih. Prva stavba, ki je bila tradicionalno posvečena leta 509 pr. n. št. , naj bi bila skoraj 60 m × 60 m velika, mnogo večja od drugih rimskih templjev še stoletja po tem, čeprav velikost močno oporekajo strokovnjaki. Ne glede na velikost je bil vpliv na druge zgodnje rimske templje pomemben in dolgotrajen . Enako bi lahko veljalo tudi za poznejše obnove, čeprav je tukaj težje slediti vplivu.
Za prvo tempeljsko etruščansko posebnost so prinesli za različne vidike stavbe, vključno z izdelavo in slikanjem obsežnih terakota elementov entablature ali zgornjih delov, kot so antefiksi . Za drugo stavbo so bili povabljeni iz Grčije. Obnove po požaru so bile dokončane v 69. pr. n. št., 75. n. št., v 80-ih, pod Domicijanom, tretja stavba pa je trajala le pet let, preden je bila ponovno požgana. Po velikem opustošenju Vandalov leta 455 in celoviti odstranitvi kamna v renesansi so zdaj vidni samo temelji v kleti Kapitolskega muzeja . Kipar Flaminio Vacca (1605) je trdil, da se Medičejski lev izdelan v naravni velikosti, ujema z rimskim ohranjenim zdaj v Firencah, narejen iz enega samega kapitela templja. 

## Ohranjeni templji
Večina najboljše ohranjenih je bila spremenjena v cerkve (in včasih pozneje v mošeje), ki nekatere ostajajo še danes. Pogosto so bili med stebri obzidani portiki, prvotna čelna fasada in stranska stena pa večinoma odstranjeni, da se je v notranjosti ustvaril velik enojni prostor. Podeželska območja v islamskem svetu imajo nekaj dobrih ostankov, ki so ostali v veliki meri nedotaknjeni. V Španiji so bile v 19. stoletju narejena izjemna odkritja (Vic, Cordoba, Barcelona), ko so stare stavbe, ki so bile rekonstruirane ali porušene, vsebovale večje ostanke. V Rimu, Puli in drugod so bili vedno vidni zidovi, ki so bili vgrajeni v poznejših zgradbah. Kvadratni zidovi templjev so bili vedno privlačni za poznejše gradbenike, da bi jih lahko ponovno uporabili, medtem ko so bili veliki kosi masivnih stebrov manj enostavni za odstranjevanje in uporabo; zato so ploščadi in nekateri stebri pogosto vse, kar je ostalo. V večini primerov so z mesta odstranili razsute kose kamna, nekatere, kot so kapiteli, pa najdemo v lokalnih muzejih, skupaj z izkopanimi ne-arhitekturnimi predmeti, kot so votivni kipi ali amuleti, ki so jih pogosto našli v velikem številu.  Zelo malo je na mestu ohranjenih velikih skulptur, ki so prvotno krasile templje. 
Rim
- Panteon ali tempelj vsem Bogovom, edinstven med rimskimi templji, pozneje so ga veliko posnemali. Preprosto najbolj impresivna in popolno ohranjena notranjost.
- Tempelj Herkula Victorja, zgodnji krožni tempelj, večinoma kompleten
- Portunov tempelj ali Tempelj Fortune Virilis - zelo popolna jonska zunanjost, v bližini Santa Maria v Cosmedinu in Romulovega templja
- Romulov tempelj - zelo popolna krožna zunanjost, zgodnje 4. stoletje, Rimski forum
- Tempelj Antonina in Faustine - jedro stavbe se ohranja kot cerkev, vključno z deli friza, Rimski forum
- Hadrijanov tempelj – Marsovo polje (Campus Martius) - ogromen zid s 11 stebri, ki je zdaj vključen v kasnejšo stavbo
- Tempelj Veste - majhen krožni tempelj, delno kompleten, Rimski forum
- Saturnov tempelj - 8 impresivnih stebrov in arhitrav, ki stojijo na zahodnem koncu Rimskega foruma
- Tempelj Bellone (Ostia) - majhen tempelj v ozadju v pristanišču

Drugje
- Palestrina, velik kompleks, ki vodi v majhno svetišče
- Apolonov tempelj (Pompeji), neobičajen, najbolj ohranjeni manjši elementi in okoliški forum
- Vestin tempelj, Tivoli, krožen tempelj
- Kapitolij Brixia, Brescia, pokopan s plazom in delno rekonstruiran
- Maison Carrée – Nîmes, južna Francija, eden najbolj popolnih ohranjenih
- Tempelj Avgusta in Livije - Vienne, Francija, zunanjost večinoma kompletna
- Avgustov tempelj, Pulj – Pulj, Hrvaška, v glavnem kompleten; velika stena iz drugega templja je del mestne hiše v bližini.
- Rimski tempelj v Évori – Évora, Portugalska, impresivni delni ostanki majhnega templja; stopnišče in stebri, vendar ne cela.
- Jupitrov tempelj v Dioklecijanovi palači, Split, Hrvaška. Majhna, vendar zelo popolna, sredi drugih rimskih zgradb, c. 300. Najbolj nenavadno je, da je strop sodov nedotaknjen.
- Rimski tempelj v Alcántari, Španija, majhen, vendar popoln
- Rimski tempelj v Vicu, Španija. Bistveno obnovljen, potem ko je bila najden pokrita z gradom.
- Rimski tempelj v Córdobi, Španija. Baza in 11 korintskih stebrov najdeni v poznejših stavbah.
- Bakhov tempelj, Baalbek, Libanon, slavni eksotični »baročni « romarski kraj, ki je v veliki meri ohranjen, vključno z notranjostjo.
- Templja Jupitra in Venere, Baalbek
- Artemidin tempelj (Džeraš), Jordanija; delni ostanki dveh drugih templjev
- Sbeitla, Tunizija, tri manjše templje v vrsti na forumu, številne druge ruševine mesta.
- Dougga, Tunizija, več templjev v obsežnih ruševinah mesta, dva s pomembnimi ostanki